# Gilberto Duarte
Gilberto Duarte (Portimão, 6 de julio de 1990) es un jugador de balonmano portugués que juega de lateral izquierdo en el AEK Atenas. Es internacional con la selección de balonmano de Portugal.

## Palmarés

### Oporto
- Andebol 1 (7): 2009, 2010, 2011, 2012, 2013, 2014, 2015
- Supercopa de Portugal de balonmano (2): 2010, 2014

### Barcelona
- Liga Asobal (1): 2019
- Copa Asobal (1): 2019
- Copa del Rey de Balonmano (1): 2019
- Supercopa de España de Balonmano (1): 2019
- Campeonato Mundial de Clubes de Balonmano (1): 2018

## Clubes
| Club                                | País     | Año         |
| ----------------------------------- | -------- | ----------- |
| FC Oporto                           | Portugal | 2007 - 2016 |
| Orlen Wisła Płock                   | Polonia  | 2016 - 2018 |
| FC Barcelona                        | España   | 2018 - 2019 |
| Montpellier HB                      | Francia  | 2019 - 2022 |
| Frisch Auf Göppingen                | Alemania | 2022 - 2023 |
| Pays d'Aix Université Club Handball | Francia  | 2023 - 2024 |
| AEK Atenas                          | Grecia   | 2024 - Act. |